# Хавіс-Аманда
Хавіс-Аманда (Havis Amanda) — оголена жіноча статуя та фонтан на Ринковій площі міста Гельсінкі біля парку Еспланада, встановлений в 1908 році. Один з найвідоміших творів фінського скульптора Вілле Валгрена. У центрі фонтану — скульптура оголеної морської діви.
Скульптура створена художником в 1906 році в Парижі. Вона має висоту 194 см і відлита з бронзи. Сам фонтан зроблений з граніту, скульптура встановлена на п'єдесталі, загальна висота пам'ятника складає 5 м. Жінка постає у вигляді морської діви, що піднімається з води. У її ніг 4 риби, композицію оточують морські леви. За задумом Віллі Валгрена, фонтан має символізувати відродження Гельсінкі. За спогадами скульптора, моделлю для скульптури стала 19-річна парижанка Марсель Делькіні.
Сам Валгрен просто назвав роботу Мереннейто (українською: Русалка). Пам'ятник було відкрито 20 вересня 1908 року.
У 2014 році японський художник Татцу Нісі створив навколо статуї тимчасовий готель «Hotel Manta of Helsinki», який ночами служив готельним номером, а в денний час як виставковий простір. Незважаючи на критику, інсталяцію відвідало понад 23 тисячі відвідувачів.

## Традиції
Щорічне святкування фінського першотравня — Ваппу починається тридцятого квітня, коли о шостій годині вечора студенти надягають на статую білого кашкета — капелюх абітурієнтів. У цей момент всі присутні також надягають свої кашкети і відкривають пляшки з шампанським. Церемонія, що бере свій початок в 1920-х і укорінена як щорічна в 1951 році, збирає 20-30 тисяч учасників.